# Klári Tolnay
Klári Tolnay, née le 17 juillet 1914 à Budapest et morte dans la même ville le 27 octobre 1998 , est une actrice hongroise.

## Biographie

### Jeunesse et études
Fille d'István Tolnay et d'Eleonóra Siess, Klári Tolnay naît à Budapest, mais grandit dans le petit village de Mohora.
Pendant sa jeunesse, Klári Tolnay rêve de devenir religieuse, peu attirée par une vie cloîtrée mais souhaitant se donner à travers la médecine ou l'enseignement. Sa rencontre avec Mater Mohács, une religieuse, bouleverse ses plans, cette dernière lui déclarant qu'elle ne serait jamais religieuse,.

### Premières expériences d'actrice

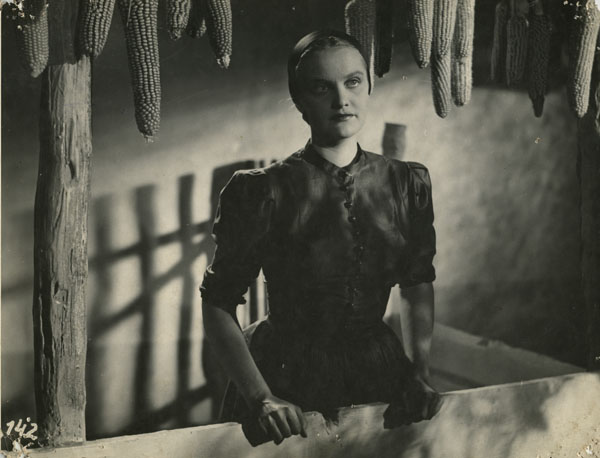
Klári Tolnay en 1939 dans le film Tiszavirág de 1939.

Après l'obtention de son diplôme, elle quitte Debrecen pour Pest. Elle approche successivement différentes personnalités du monde des arts et du spectacle : Sándor Hevesi, Gábor Rajnay (en) et Jenő Heltai (hu). Elle est finalement admise aux Hunnia Filmstúdió, où elle est prise en charge par le réalisateur Béla Gaál. Elle décroche le rôle de Sari dans The Storybook Car en 1934.
Elle monte par la suite sur les planches du théâtre de la Gaieté ou Vígszínház ; toutefois, après la Seconde Guerre mondiale, le théâtre est détruit et Klári Tolnay.

### Vie privée
À l'opposé de ses nombreux succès cinématographiques, Klári Tolnay connaît plusieurs échecs dans sa vie privée. Mariée au réalisateur Ákos von Ráthonyi, elle en a une fille, Zsuzsanna Ráthonyi, mais leur mariage bat de l'aile. Par la suite, elle se lie avec deux hommes avec qui elle entretient une relation compliquée : l'écrivain Sándor Márai et l'acteur Iván Darvas. Quant à László Mensáros (hu), il la courtise en vain, mais elle rejette ses propositions,.

## Filmographie
- 1934 : Hacsek és Sajó (hu)
- 1934 : Az új rokon (hu)
- 1934 : Meseautó (hu)
- 1934 : Lila akác
- 1935 : Az okos mama
- 1936 : Légy jó mindhalálig (hu)
- 1936 : Tisztelet a kivételnek
- 1937 : Ma fille ne fait pas ça (Az én lányom nem olyan) de Ladislas Vajda
- 1937 : A kölcsönkért kastély (hu)
- 1938 : Magda Expelled (en)
- 1938 : Döntő pillanat
- 1938 : Azurexpressz
- 1938 : A hölgy egy kissé bogaras (hu)
- 1939 : Tiszavirág
- 1939 : Gyimesi vadvirág
- 1939 : Istvan Bors (en)
- 1939 : Les Noces de Toprin (Toprini nász) d'André de Toth
- 1939 : Six Semaines de bonheur (Hat hét boldogság) d'André de Toth
- 1939 : A nőnek mindig sikerül
- 1940 : Zavaros éjszaka
- 1940 : Erzsébet királyné
- 1940 : Egy csók és más semmi
- 1940 : Tóparti látomás
- 1940 : Vissza az úton
- 1940 : A szerelem nem szégyen
- 1941 : Egy csók és más semmi (hu)
- 1941 : Havasi napsütés
- 1941 : Néma kolostor
- 1941 : Három csengő (hu)
- 1941 : Az ördög nem alszik (hu)
- 1941 : Gentryfészek
- 1941 : Kádár kontra Kerekes
- 1942 : Férfihűség
- 1942 : Keresztúton
- 1942 : Pista tekintetes úr
- 1942 : Katyi (hu)
- 1943 : Szerencsés flótás
- 1943 : Palócvirág
- 1943 : Féltékenység
- 1943 : Menekülő ember
- 1943 : Rákóczi nótája
- 1943 : Ágrólszakadt úrilány
- 1944 : Idegen utakon
- 1946 : XIV. René
- 1947 : Beszterce ostroma
- 1948 : Tűz
- 1949 : Egy asszony elindul
- 1951 : Déryné
- 1954 : Rokonok
- 1956 : Mese a 12 találatról (hu)
- 1956 : Ünnepi vacsora
- 1957 : A tettes ismeretlen
- 1957 : Dani
- 1958 : Micsoda éjszaka !
- 1959 : Akiket a pacsirta elkísér
- 1960 : Fűre lépni szabad (hu)
- 1960 : Virrad
- 1961 : Mindenki ártatlan ?
- 1961 : Nem ér a nevem
- 1962 : Angyalok földje
- 1962 : Fagyosszentek
- 1963 : Alouette
- 1963 : Fáklyaláng
- 1963 : Hogy állunk, fiatalember ?
- 1964 : Ők tudják, mi a szerelem
- 1964 : Ezer év
- 1966 : Père
- 1966 : Utószezon (hu)
- 1967 : A koppányi aga testamentuma (hu)
- 1967 : Az özvegy és a százados
- 1968 : Családi tűzhely
- 1968 : Elsietett házasság
- 1970 : Hatholdas rózsakert
- 1970 : Szemtől szemben
- 1970 : Szerelmi álmok (hu)
- 1971 : A Danaida
- 1971 : Reménykedők
- 1972 : Jó estét nyár, jó estét szerelem
- 1972 : Volt egyszer egy család
- 1975 : Asszony a viharban
- 1975 : Hogyan viseljük el szerelmi bánatunkat ?
- 1976 : Ballagó idő
- 1976 : Fekete gyémántok (hu)
- 1976 : Mélosz pusztulása
- 1977 : Magyar népmesék (televíziós sorozat) (hu)
- 1978 : Drága kisfiam
- 1978 : Legato
- 1978 : Nem élhetek muzsikaszó nélkül
- 1980 : Kojak Budapesten (hu)
- 1982 : Róza néni elintézi
- 1982 : Humorista a mennyországban
- 1983 : A csoda vége
- 1983 : Ők tudják, mi a szerelem
- 1983 : Reumavalcer
- 1984 : A vörös grófnő
- 1985 : A vörös grófnő (hu)
- 1985 : Bevégezetlen ragozás
- 1989 : Willy le moineau de József Gémes (voix)
- 1994 : Drága kisfiam